# Grand stade de Tétouan
Le Grand stade de Tétouan (en arabe : ملعب تطوان الكبير), est un stade de football en construction situé dans la ville de Tétouan au Maroc.
Le projet du stade s'inscrit dans le cadre du dossier de candidature du Maroc pour l'organisation de la coupe du monde de 2030.

## Histoire
Le 20 octobre 2015, le roi du Maroc Mohammed VI a posé la première pierre de cette enceinte conçue par l'architecte Nawfal Bakhat, pouvant accueillir 40 410 spectateurs. Celle-ci est érigée sur un terrain de 36 hectares dans le quartier Mellalyène, à proximité de l’autoroute Fnideq - Tétouan, au nord de la ville. Le futur complexe abritera également des salles de premiers soins, un centre médical, une salle de conférences, des cafés et des restaurants, des locaux commerciaux, des parkings et des espaces verts.
L'achèvement des travaux était prévu pour la fin de l'année 2018. Ils sont actuellement à l'arrêt.

## Galerie

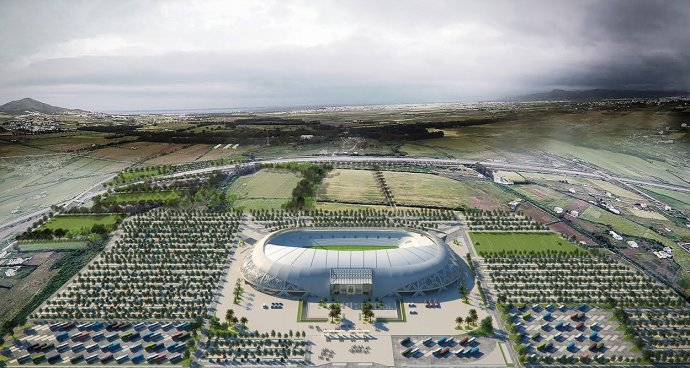
Estadio Paloma Blanca
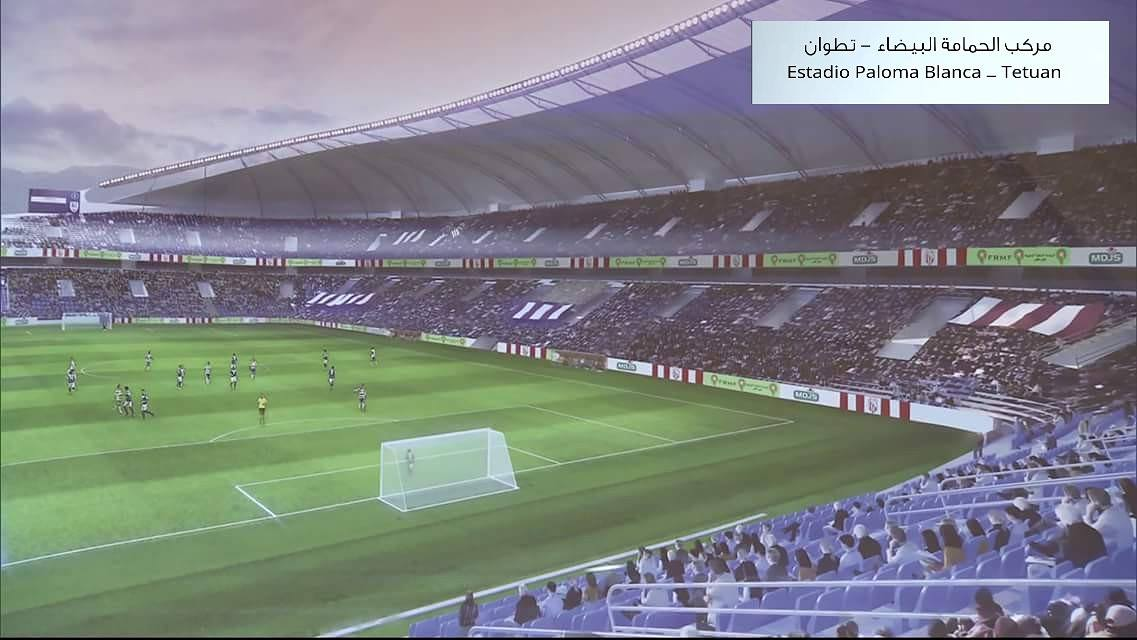
Le stade de la colombe blanche Tétouan de l'intérieur